# 林大茂
林大茂（1972年3月—），福建省大田县人，中华人民共和国政治人物。

## 生平
1972年3月，林大茂出生在福建省大田县。1996年5月加入中国共产党。
2005年1月，林大茂出任大田县均溪镇党委副书记、镇长。2006年12月，林大茂出任大田县武陵乡党委书记。2009年4月，林大茂出任大田县上京镇党委书记。
2011年7月，林大茂出任三明市梅列区人民政府党组成员，同年12月兼任副区长。
2016年7月，林大茂出任中共建宁县委常委、副县长。
2017年2月，林大茂出任中共宁化县委副书记。
2018年12月，林大茂出任三明市住房与城乡建设局党委书记、局长。2019年11月，林大茂出任三明市生态环境局党组书记，次月兼任局长。
2021年6月，林大茂升任中共建宁县委书记，7月1日兼任县人武部党委第一书记，2024年4月遭到免职。

### 落马
2024年8月9日，林大茂因严重违纪违法问题遭到开除党籍开除公职（双开）处分。